# Porphürión
Porphürión (görög: Πορφυρίων) gigász, Hésziodosz szerint Gaia gyermeke, aki Uranosz véréből született, amikor fia, Kronosz titán levágta apja nemi szervét. Más mítoszok szerint a gigászok Gaia és Tartarosz gyermekei. 

## Története
Apollodórosz szerint Porphürión a legnagyobb óriás (Alküóneusszal együtt). Az olümposzi istenek és gigászok háborújában megtámadta Hérát és Héraklészt, de Zeusz szerelemre lobbantotta Héra iránt, akit később a gigász meg akart erőszakolni, ám Zeusz és Héraklész együttes erővel megtámadta, és megölte. Pindarosz (aki az  "óriások királyaként" nevezi meg Porphüriónt) szerint Apollón nyila végzett vele.  Arisztophanész Madarak című komédiájában kétszer is megemlítik, illetve Horatius egyik írásában is szerepel.

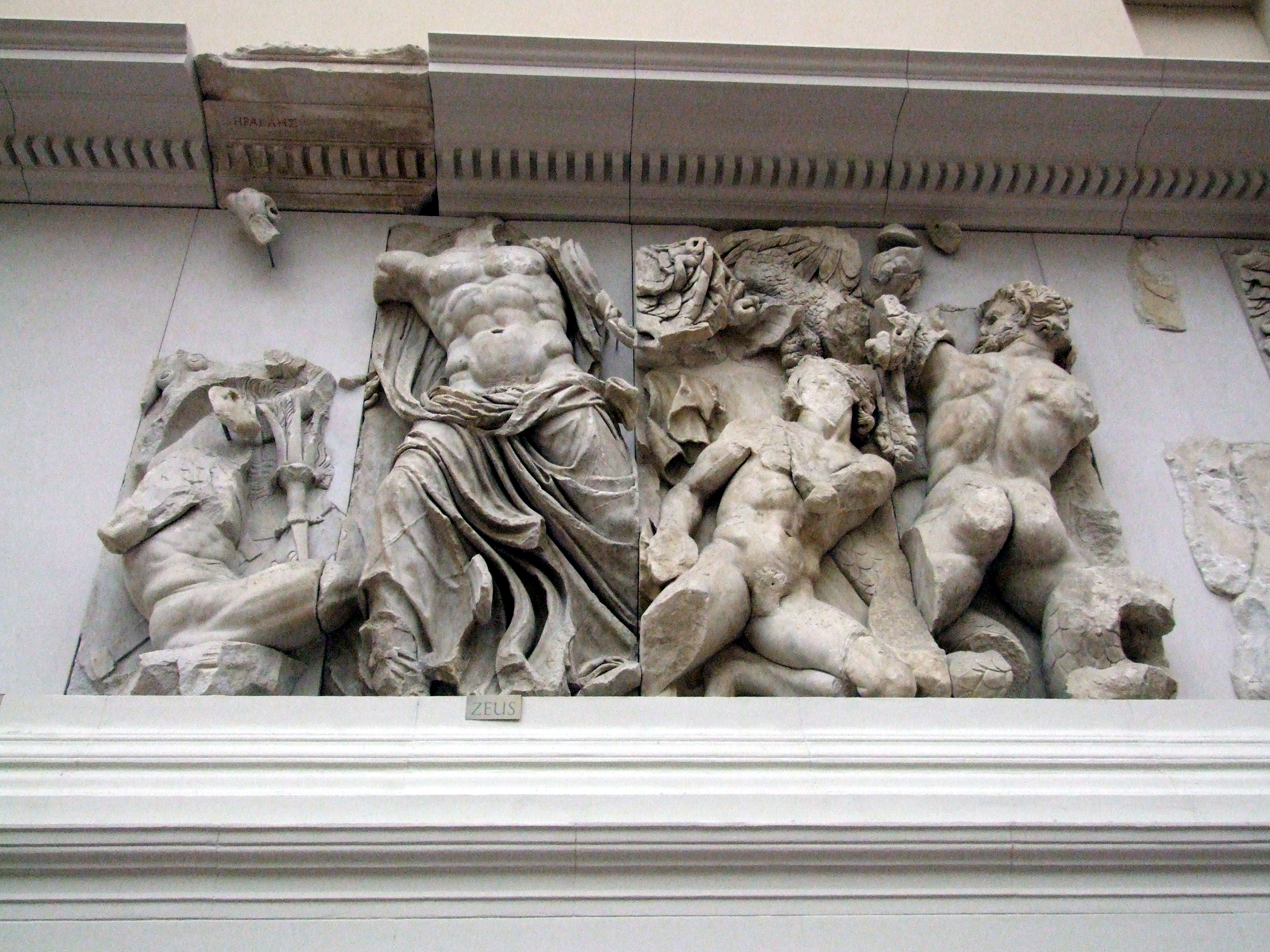
Zeusz Porphürión ellen, Pergamon-oltár